# Ciboria
Ciboria is een geslacht van schimmels behorend tot de familie Sclerotiniaceae. De typesoort is Ciboria caucus.

## Soorten
Volgens Index Fungorum bestaat het geslacht uit 82 soorten (peildatum maart 2023):
| Soortnaam                                     | Auteur(s)                                           | Publicatiejaar |
| --------------------------------------------- | --------------------------------------------------- | -------------- |
| Ciboria acericola                             | J.W. Groves & M.E. Elliott                          | 1961           |
| Ciboria acerina (Gagelmummiekelkje)           | Whetzel & N.F. Buchw. ex J.W. Groves & M.E. Elliott | 1961           |
| Ciboria acicola                               | Kirschst.                                           | 1906           |
| Ciboria aestivalis                            | (Pollock) Whetzel                                   | 1935           |
| Ciboria alnetorum                             | Velen.                                              | 1934           |
| Ciboria alni                                  | (Maul) Whetzel                                      | 1945           |
| Ciboria amentacea (Elzenkatjesmummiekelkje)   | (Balb.) Fuckel                                      | 1870           |
| Ciboria americana (Kastanjemummiekelkje)      | E.J. Durand                                         | 1902           |
| Ciboria annae                                 | Velen.                                              | 1934           |
| Ciboria argentinensis                         | Speg.                                               | 1909           |
| Ciboria armeriae                              | Höhn.                                               | 1918           |
| Ciboria aschersoniana (Zeggemummiekelkje)     | (Henn. & Plöttn.) Whetzel                           | 1945           |
| Ciboria batschiana (Eikelbekertje)            | (Zopf) N.F. Buchw.                                  | 1947           |
| Ciboria betulae (Berkenzaadmummiekelkje)      | (Woronin) W.L. White                                | 1941           |
| Ciboria betulicola (Berkenkatjesmummiekelkje) | J.W. Groves & M.E. Elliott                          | 1961           |
| Ciboria blanda                                | Svrček                                              | 1958           |
| Ciboria brockesiae                            | (Henn.) Höhn.                                       | 1911           |
| Ciboria brunneorufa                           | Bres.                                               | 1903           |
| Ciboria bulgarioides                          | (Kalchbr.) Boud.                                    | 1907           |
| Ciboria caespitosa                            | Seaver                                              | 1925           |
| Ciboria calyculus                             | (Batsch) Hengstm.                                   | 1982           |
| Ciboria carbonaria                            | Feltgen                                             | 1903           |
| Ciboria carunculoides                         | (Siegler & Jenkins) Whetzel                         | 1945           |
| Ciboria caucus (Populierenmummiekelkje)       | (Rebent.) Fuckel                                    | 1870           |
| Ciboria cistophila                            | R. Galán, Raitv. & J.T. Palmer                      | 1996           |
| Ciboria coryli (Hazelmummiekelkje)            | (Schellenb.) N.F. Buchw.                            | 1943           |
| Ciboria dallasiana                            | Ellis & Everh.                                      | 1903           |
| Ciboria ferulae                               | Raitv.                                              | 1969           |
| Ciboria fuscocinerea                          | Rehm                                                | 1909           |
| Ciboria fusispora                             | Spooner                                             | 1987           |
| Ciboria glaucescens                           | (Penz. & Sacc.) W.Y. Zhuang & Zheng Wang            | 1997           |
| Ciboria glumiseda                             | Höhn.                                               | 1915           |
| Ciboria gordonii                              | A. Funk                                             | 1986           |
| Ciboria guizhouensis                          | W.Y. Zhuang                                         | 1994           |
| Ciboria hedwigiae                             | (Kirschst.) Sacc. & Trotter                         | 1913           |
| Ciboria helodina                              | (Durieu & Lév.) Boud.                               | 1907           |
| Ciboria helotioides                           | Höhn.                                               | 1918           |
| Ciboria hirtipes                              | (Mouton & Sacc.) Boud.                              | 1907           |
| Ciboria horakii                               | Svrček                                              | 1960           |
| Ciboria indeprensa                            | (Bizz.) Boud.                                       | 1907           |
| Ciboria junciseda                             | Velen.                                              | 1934           |
| Ciboria juncorum (Russenmummiekelkje)         | Velen.                                              | 1934           |
| Ciboria lathyri                               | Velen.                                              | 1934           |
| Ciboria latipes                               | Holst-Jensen & T. Schumach.                         | 1994           |
| Ciboria lignicola                             | Ram N. Singh & D.C. Pant                            | 1984           |
| Ciboria lilacina                              | Boud. & Torrend                                     | 1911           |
| Ciboria longipes                              | Beeli ex E.K. Cash                                  | 1972           |
| Ciboria ludmilae                              | Velen.                                              | 1947           |
| Ciboria macrospora                            | Velen.                                              | 1934           |
| Ciboria marasmiformis                         | Velen.                                              | 1934           |
| Ciboria minima                                | Rick                                                | 1931           |
| Ciboria pastinacae                            | Velen.                                              | 1934           |
| Ciboria picea                                 | Velen.                                              | 1947           |
| Ciboria pigaliana                             | (Sacc.) Boud.                                       | 1907           |
| Ciboria ploettneriana                         | (Kirschst.) N.F. Buchw.                             | 1949           |
| Ciboria polygoni                              | (Rehm) N.F. Buchw.                                  | 1949           |
| Ciboria polygoni-vivipari                     | Eckblad                                             | 1969           |
| Ciboria poronioides                           | Speg.                                               | 1898           |
| Ciboria ramealis                              | Vacek                                               | 1949           |
| Ciboria ranikhetiensis                        | Ram N. Singh & D.C. Pant                            | 1984           |
| Ciboria rava                                  | Svrček                                              | 1989           |
| Ciboria rufofusca (Zilversparmummiekelkje)    | (O. Weberb.) Sacc.                                  | 1889           |
| Ciboria salmonea                              | Raitv. & H.D. Shin                                  | 2003           |
| Ciboria scoparia                              | Rehm                                                | 1910           |
| Ciboria seminicola                            | (Kienholz & E.K. Cash) Hechler                      | 1992           |
| Ciboria sessilis                              | Starbäck                                            | 1904           |
| Ciboria shiraiana                             | (Henn.) Whetzel                                     | 1945           |
| Ciboria solitaria                             | Rehm                                                | 1900           |
| Ciboria squamarum                             | Velen.                                              | 1934           |
| Ciboria statices                              | Rehm                                                | 1902           |
| Ciboria sulfurella                            | (Ellis & Everh.) Rehm                               | 1902           |
| Ciboria suspecta                              | Velen.                                              | 1934           |
| Ciboria tenuistipes                           | J. Schröt.                                          | 1893           |
| Ciboria tiliae                                | (J.M. Reade) N.F. Buchw.                            | 1949           |
| Ciboria tremulae                              | Velen.                                              | 1934           |
| Ciboria tuzsoni                               | Bánhegyi                                            | 1938           |
| Ciboria vacini                                | Velen.                                              | 1947           |
| Ciboria venceslai                             | Velen.                                              | 1934           |
| Ciboria vernalis                              | (Schumach.) Boud.                                   | 1907           |
| Ciboria versiforme                            | Rodway                                              | 1925           |
| Ciboria viarum                                | (Starbäck) Sacc. & P. Syd.                          | 1902           |
| Ciboria viridifusca (Elzenpropmummiekelkje)   | (Fuckel) Höhn.                                      | 1926           |